# Good Mourning
Good Mourning es el quinto álbum de estudio de la banda de punk rock Alkaline Trio. Fue lanzado el 13 de mayo de 2003 po Vagrant Records y fue producido por Jerry Finn (conocido por haber producido a bandas como blink-182, AFI, Green Day y Offspring) y Joe McGrath. El álbum fue el primero en el que participó Derek Grant en la batería después de que Mike Felumlee abandonara la banda tras el lanzamiento de From Here to Infirmary (2001).

## Listado de canciones
| N.º | Título                     | Vocalista principal | Duración |  |
| 1.  | «This Could Be Love»       | Skiba               | 3:47     |  |
| 2.  | «We've Had Enough»         | Skiba               | 2:51     |  |
| 3.  | «One Hundred Stories»      | Andriano            | 3:40     |  |
| 4.  | «Continental»              | Skiba               | 3:28     |  |
| 5.  | «All On Black»             | Skiba               | 4:00     |  |
| 6.  | «Emma»                     | Andriano            | 2:42     |  |
| 7.  | «Fatally Yours»            | Skiba               | 2:16     |  |
| 8.  | «Every Thug Needs a Lady»  | Andriano            | 3:18     |  |
| 9.  | «Blue Carolina»            | Andriano            | 3:28     |  |
| 10. | «Donner Party (All Night)» | Skiba               | 2:44     |  |
| 11. | «If We Never Go Inside»    | Andriano            | 3:46     |  |
| 12. | «Blue in the Face»         | Skiba               | 3:02     |  |

## Créditos
- Matt Skiba - cantante, guitarra
- Dan Andriano - cantante, bajo
- Derek Grant - batería

- Datos: Q2307928